# Boliche nos Jogos Pan-Americanos de 2007 - Individual feminino
O evento individual feminino do boliche nos Jogos Pan-Americanos de 2007 foi disputado no Centro de Boliche Barra com 32 atletas de 16 países no Rio de Janeiro.

## Medalhistas
| Ouro   | USA Tennelle Milligan |
| Prata  | VEN Alicia Marcano    |
| Bronze | DOM Aumi Guerra       |

## Resultados

### Classificatória
- 25 de julho de 2007

| Pos. | Atleta            | CON                      | G1  | G2  | G3  | G4  | G5  | G6  | G7  | G8  | Tot.  |
| ---- | ----------------- | ------------------------ | --- | --- | --- | --- | --- | --- | --- | --- | ----- |
| 1    | Rocío Restrepo    | COL Colômbia             | 219 | 225 | 206 | 189 | 225 | 224 | 208 | 237 | 1.737 |
| 2    | Sandra Góngora    | MEX México               | 247 | 243 | 181 | 190 | 192 | 195 | 280 | 201 | 1.729 |
| 3    | Roseli Santos     | BRA Brasil               | 180 | 181 | 167 | 211 | 224 | 257 | 268 | 212 | 1.700 |
| 4    | Sofia Granda      | GUA Guatemala            | 187 | 184 | 180 | 238 | 209 | 222 | 212 | 246 | 1.678 |
| 5    | Tennelle Milligan | USA Estados Unidos       | 195 | 205 | 188 | 249 | 254 | 194 | 225 | 152 | 1.662 |
| 6    | Paola Gómez       | COL Colômbia             | 216 | 245 | 180 | 243 | 172 | 215 | 184 | 206 | 1.661 |
| 7    | Lynne Gauthier    | CAN Canadá               | 214 | 213 | 214 | 202 | 207 | 212 | 172 | 218 | 1.652 |
| 8    | Diandra Asbaty    | USA Estados Unidos       | 210 | 192 | 197 | 236 | 257 | 156 | 191 | 198 | 1.637 |
| 9    | Alicia Marcano    | VEN Venezuela            | 183 | 199 | 215 | 206 | 196 | 177 | 202 | 258 | 1.636 |
| 10   | Yoselin León      | PUR Porto Rico           | 185 | 189 | 170 | 207 | 208 | 215 | 213 | 246 | 1.633 |
| 11   | Adriana Pérez     | MEX México               | 192 | 215 | 188 | 161 | 193 | 247 | 206 | 226 | 1.628 |
| 12   | Kerrie Ryan-Ciach | CAN Canadá               | 191 | 185 | 204 | 194 | 205 | 183 | 216 | 214 | 1.592 |
| 13   | Aumi Guerra       | DOM República Dominicana | 205 | 221 | 156 | 186 | 200 | 175 | 207 | 237 | 1.587 |
| 14   | Ximena Soto       | GUA Guatemala            | 182 | 192 | 191 | 201 | 191 | 180 | 235 | 212 | 1.584 |
| 15   | Viviana Delgado   | CRC Costa Rica           | 201 | 192 | 171 | 171 | 249 | 204 | 193 | 191 | 1.572 |
| 16   | Jacque Costa      | BRA Brasil               | 192 | 199 | 228 | 182 | 193 | 148 | 198 | 225 | 1.565 |
| 17   | Yvette Chen       | PAN Panamá               | 159 | 224 | 224 | 181 | 176 | 193 | 217 | 168 | 1.542 |
| 18   | Tilcia de Lancini | PAN Panamá               | 189 | 164 | 221 | 182 | 172 | 195 | 210 | 202 | 1.535 |
| 19   | Michelle Ayala    | PUR Porto Rico           | 202 | 215 | 176 | 189 | 191 | 162 | 196 | 203 | 1.534 |
| 20   | Karen Marcano     | VEN Venezuela            | 167 | 173 | 177 | 171 | 169 | 207 | 227 | 235 | 1.526 |
| 21   | Patrice Tucker    | BER Bermudas             | 195 | 163 | 186 | 201 | 203 | 199 | 171 | 204 | 1.522 |
| 22   | Paula Vilas       | DOM República Dominicana | 191 | 161 | 178 | 206 | 178 | 196 | 200 | 173 | 1.483 |
| 23   | Andrea Rojas      | CHI Chile                | 182 | 193 | 199 | 159 | 171 | 176 | 180 | 217 | 1.477 |
| 24   | Bobbie Ingham     | BER Bermudas             | 159 | 170 | 191 | 208 | 212 | 144 | 205 | 156 | 1.445 |
| 25   | Marta Cader       | ESA El Salvador          | 181 | 191 | 163 | 168 | 202 | 194 | 177 | 162 | 1.438 |
| 26   | Justina Sturrup   | BAH Bahamas              | 170 | 167 | 131 | 223 | 148 | 245 | 184 | 166 | 1.434 |
| 27   | Sylvia Villalobos | CRC Costa Rica           | 189 | 192 | 188 | 163 | 180 | 168 | 181 | 168 | 1.429 |
| 28   | Marie Sealy       | BAH Bahamas              | 172 | 150 | 246 | 173 | 192 | 163 | 153 | 162 | 1.411 |
| 29   | Aida Granillo     | ESA El Salvador          | 184 | 181 | 197 | 180 | 133 | 152 | 176 | 190 | 1.393 |
| 30   | Eloina Valle      | HON Honduras             | 171 | 158 | 184 | 188 | 201 | 167 | 151 | 162 | 1.382 |
| 31   | Rossana Chesta    | CHI Chile                | 192 | 182 | 185 | 184 | 186 | 127 | 157 | 165 | 1.378 |
| 32   | María Elena Breve | HON Honduras             | 202 | 136 | 184 | 181 | 165 | 134 | 184 | 160 | 1.346 |

### Oitavas-de-final
- 26 de julho de 2007

| Rocío Restrepo COL    | 583–607 | BRA Jacque Costa      |
| Sandra Góngora MEX    | 557–567 | CRC Viviana Delgado   |
| Roseli Santos BRA     | 533–550 | GUA Ximena Soto       |
| Sofia Granda GUA      | 570–640 | DOM Aumi Guerra       |
| Tennelle Milligan USA | 727–581 | CAN Kerrie Ryan-Ciach |
| Paola Gómez COL       | 644–590 | MEX Adriana Pérez     |
| Lynne Gauthier CAN    | 625–556 | PUR Yoselin León      |
| Diandra Asbaty USA    | 573–636 | VEN Alicia Marcano    |

### Quartas-de-final
- 26 de julho de 2007

| Jacque Costa BRA    | 584–612 | DOM Aumi Guerra       |
| Viviana Delgado CRC | 540–567 | COL Paola Gómez       |
| Ximena Soto GUA     | 530–670 | USA Tennelle Milligan |
| Lynne Gauthier CAN  | 653–683 | VEN Alicia Marcano    |

### Semifinais
- 26 de julho de 2007

| Paola Gómez COL       | G1 240–248 G2 187–178 G3 193–210 | VEN Alicia Marcano |
| Tennelle Milligan USA | G1 180–224 G2 244–158 G3 200–150 | DOM Aumi Guerra    |

### Disputa pelo bronze
- 26 de julho de 2007

| Paola Gómez COL | G1 183–212 G2 202–205 | DOM Aumi Guerra |

### Final
- 26 de julho de 2007

| Alicia Marcano VEN | G1 160–256 G2 267–214 G3 204–212 | USA Tennelle Milligan |